# هلیفکس (شهر سابق)
هَلیفَکس (به انگلیسی: Halifax) شهر سابقی در کانادا است که در نووا اسکوشیا بود.

## خصوصیات
هلیفکس ۲۶۲٫۶۵ کیلومترمربع مساحت و ۱۳۰٬۱۳۰ نفر جمعیت دارد و ۰–۱۱۹ متر بالاتر از سطح دریا واقع شده‌است.